# 迈涅
迈涅（法語：Maigné，法語發音：[mɛɲe]）是法国萨尔特省的一个市镇，属于拉弗莱什区。

## 地理
迈涅（47°56'16"N, 0°3'17"W）面积11.5 平方千米，位于法国卢瓦尔河地区大区萨尔特省，该省份为法国西北部内陆省份，北起顺时针与奥恩省、厄尔-卢瓦省、卢瓦-谢尔省、安德尔-卢瓦尔省、曼恩-卢瓦尔省和马耶讷省接壤，是法国大西部的入口，连接卢瓦尔河谷、布列塔尼和巴黎盆地。
与迈涅接壤的市镇（或旧市镇、城区）包括：克拉讷昂香槟、热河畔瓦隆、舍米雷勒戈丹、萨尔特河畔费尔塞、皮尔米勒。

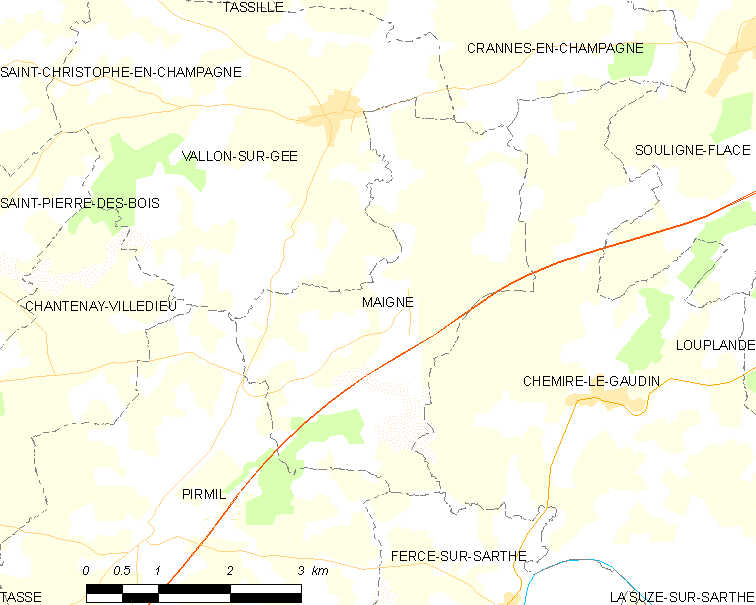
迈涅的OSM定位图

迈涅的时区为UTC+01:00、UTC+02:00（夏令时）。

## 行政
迈涅的邮政编码为72210，INSEE市镇编码为72177。

## 政治
迈涅所属的省级选区为卢埃县。

## 人口

1962-2008年间迈涅人口变化图示

迈涅于2022年1月1日时的人口数量为336人。